# Delilah (djur)
Delilah är ett släkte av skalbaggar. Delilah ingår i familjen långhorningar.
Kladogram enligt Catalogue of Life:
| Delilah | \| \| Delilah gilvicornis \| \| \| \| \| \| Delilah subfasciata \| \| \| \| |
|         | \| \| Delilah gilvicornis \| \| \| \| \| \| Delilah subfasciata \| \| \| \| |
|         | Delilah gilvicornis                                                         |
|         |                                                                             |
|         | Delilah subfasciata                                                         |
|         |                                                                             |